# Poddenek
Poddenek – podściółka z gałęzi, starej słomy zbóż, rzepaczanki (słomy rzepakowej) rozkładana pod stertę oraz pod stogi z sianem, przed zwiezieniem wysuszonych na polu roślin. Poddenek miał istotne znaczenie na łąkach mokrych, z których siano mogło być zwiezione dopiero w zimie po zamarznięciu gruntu, w takich przypadkach poddenek był gruby i starannie wykonany.